# Matthes & Seitz
Die Matthes & Seitz Verlag GmbH war von 1977 bis 2002 ein deutscher Verlag mit Sitz in München.

## Geschichte

Das Verlagslogo, eine Petroglyphe aus Gran Canaria

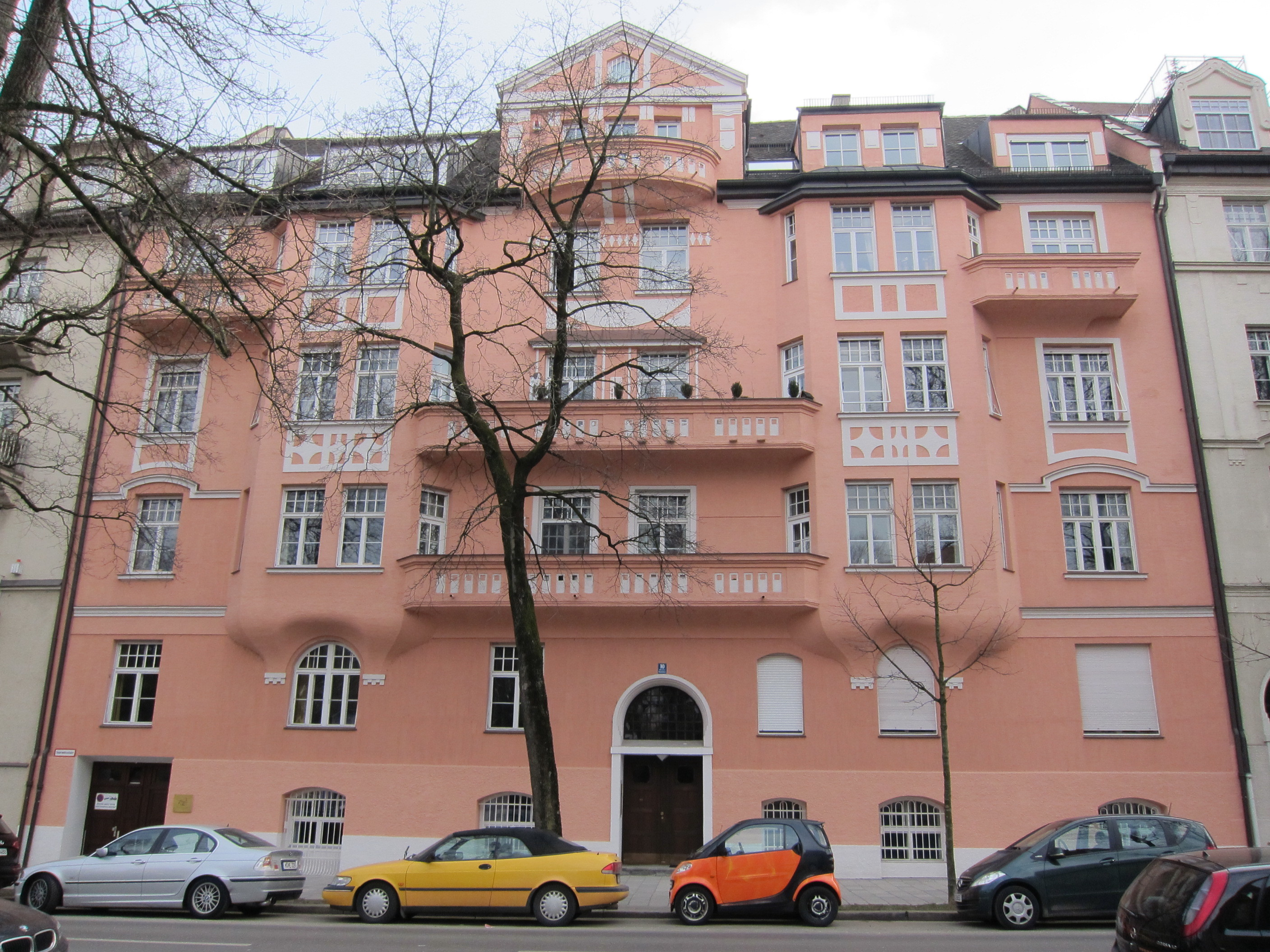
Der ehemalige Verlagssitz in München-Bogenhausen

1977 gründeten der Verleger Axel Matthes und der Hersteller Claus Seitz den Verlag. Beide hatten zuvor für den Verlag Rogner & Bernhard gearbeitet. 1983 schied Seitz aus dem Verlag aus und wurde Herstellungsleiter beim Carl Hanser Verlag. Danach wurde Matthes & Seitz von Matthes alleine weitergeführt, der lediglich eine Buchhalterin beschäftigte. Der Verlag veröffentlichte durchschnittlich fünfzehn Bücher im Jahr. Das Programm bestand aus den Reihen Debatte, Batterien, Kulturkuriosa und Liebhaberbibliothek. Verlagssitz war zunächst im Haus des Heimeran Verlags in der Dietlindenstraße 14, später im Souterrain einer Bogenhausener Villa in der Mauerkircherstraße 10. Das Verlagssignet zeigt eine afrikanische Petroglyphe. Nach dem Ausstieg eines Teilhabers im Jahr 1995 geriet der Verlag in finanzielle Schwierigkeiten. Da die Erben von Matthes kein Interesse an einer Übernahme des Verlags zeigten, trat er in Verhandlungen mit Suhrkamp. Nach dem Tod von dessen Verleger Siegfried Unseld 2002 kam eine Übernahme jedoch nicht zustande. Der beim Verlag als Buchhalter beschäftigte Andreas Rötzer entschied sich mit einer Beteiligung von Ursula Haeusgen, der Betreiberin des Münchener Lyrik-Kabinetts, zur Gründung einer neuen GmbH im Jahr 2004. Rötzer führte Logo, Buchlager und Rechte unter dem abgewandelten Namen Matthes & Seitz Berlin fort.

## Programm
Im Verlag erschienen unter anderem die Editionen von Antonin Artaud, Georges Bataille, Michel Leiris, Donatien Alphonse François de Sade und Otto Weininger, Bücher des Philosophen Jean Baudrillard sowie zwei Bände mit einer Auswahl von Erzählungen des französischen Autors Pierre Gripari. Eine Reprint-Ausgabe mit zwei Nachtragsbänden (unveröffentlichte Texte, Materialien und Gesamtregister) machte 1983 in neun Bänden die seit dem 19. Jahrhundert vergriffenen Schriften der Rahel Varnhagen von Ense wieder zugänglich.
1984 erschien der von Gerd Bergfleth herausgegebene Band Zur Kritik der palavernden Aufklärung. Insbesondere Bergfleths Beiträge darin wurden als rechtskonservativ und antisemitisch kritisiert. Verleger Matthes nahm Bergfleth in einem Gespräch mit dem Merkur vor Vorwürfen des Antisemitismus in Schutz. 1987 erschien zum ersten Mal das Jahrbuch des Verlags unter dem Titel Der Pfahl. Jahrbuch aus dem Niemandsland zwischen Kunst und Wissenschaft. Das Erscheinen des Jahrbuches wurde 1995 mit dem neunten Band eingestellt. Die Reihe Batterien wird von Matthes & Seitz Berlin fortgeführt.